# Alchemilla potentilloides
Alchemilla potentilloides é uma espécie de rosácea do gênero Alchemilla, pertencente à família Rosaceae.